# شون بيرن (لاعب كرة قدم نيوزلندي)
شون بيرن (بالإنجليزية: Sean Byrne)‏ هو لاعب كرة قدم نيوزلندي، ولد في 23 أغسطس 1974 في نيوزيلندا. شارك مع منتخب نيوزيلندا لكرة القدم. أما مع النوادي، فقد لعب مع جيسبورن سيتي ‏.

## وصلات خارجية
- شون بيرن على موقع الاتحاد الدولي (مؤرشف)  (الإنجليزية)
- شون بيرن على موقع قاعدة بيانات كرة القدم.إي يو (الإنجليزية)